# Tatuaj (Prison Break)

Tatuajul lui Michael Scofield, protagonistul serialului tv american Prison Break, apare deseori în centrul acțiunii și are un rol major în cadrul intrigii primelor două sezoane ale producției. Scofield (interpretat de Wentworth Miller) concepe un plan complex de evadare din Închisoarea Fox River, cu scopul de a-l salva pe fratele său, Lincoln Burrows (interpretat de Dominic Purcell), condamnat pe nedrept la moarte. Pentru a-și aminti fiecare detaliu al planului său, Michael apelează la un tatuaj în care ascunde toate planurile structurii penitenciarului. În cadrul filmărilor, aplicarea tatuajului pe corpul actorului au durat circa 5 ore.
In sezonul 4 Michael [wentworth Miller] este nevoit sa își șteargă tatuajul datorită șantajului oferit de Don Self.